# Decapolis

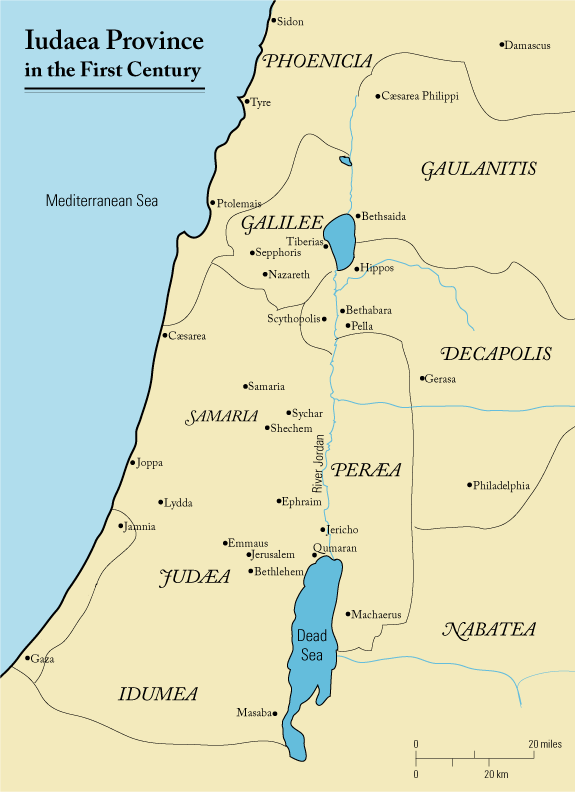
karta över området kring första århundradet

Decapolis (grekiska Δεκάπολις efter deca - tio och polis - stad) är beteckningen för ett historiskt stadsförbund om tio hellenistiska-romerska städer i Mellanöstern. Huvuddelen av städerna finns i Jordanien och några finns dessutom i Israel och Syrien. Flera av stadsområdena är upptagen på Unescos tentativa Världsarvslista.

## Städerna
Städerna låg i de historiska områdena Judeen och Galileen i den sydöstra delen av Levanten. Decapolis ligger geografiskt samlad öster och söder om Gennesaretsjön förutom staden Damaskus som en del historiker anser endast var en hedersmedlem. Varje stad var ett fristatsområde med kringliggande landsbygd, byar och gårdar. Städerna kontrollerade handeln i området.
De flesta stadsområdena är idag ruiner som ligger inom moderna städer. Abila, Gadara, Pella i Jordanien och Scythopolis i Israel är upptagen på Unescos lista över tentativa världsarv.
Decapolis omfattade:
| stad         | land      | alternativt namn       | läge                                  |
| ------------ | --------- | ---------------------- | ------------------------------------- |
| Capitolias   | Jordanien | Adun, Dion             | Beit Ras, 100 km nordväst om Amman    |
| Damascu      | Syrien    | Damascus               | Damaskus, 200 km nordöst om Amman     |
| Gadara       | Jordanien | Gad'a-ra               | Umm Qais, 110 km nordväst om Amman    |
| Gerasa       | Jordanien | Garshu                 | Jarash, 45 km norr om Amman           |
| Hippos       | Israel    | Susieh, Qal'at al-Husn | Sussita, 110 km sydväst om Damaskus   |
| Kanatha      | Syrien    | Canatha                | Qanawat, 100 km sydöst om Damaskus    |
| Raphana      | Jordanien | Abela, Abila, Raphon   | Qweilbeh, 130 km norr om Amman        |
| Scythopolis  | Israel    | Bīsān                  | Bet She'an, 105 km nordväst om Amman  |
| Pella        | Jordanien | Fihil                  | Tabagat Fahl, 90 km nordväst om Amman |
| Philadelphia | Jordanien | Rabbath-Ammon          | Amman, 200 km sydväst om Damaskus     |

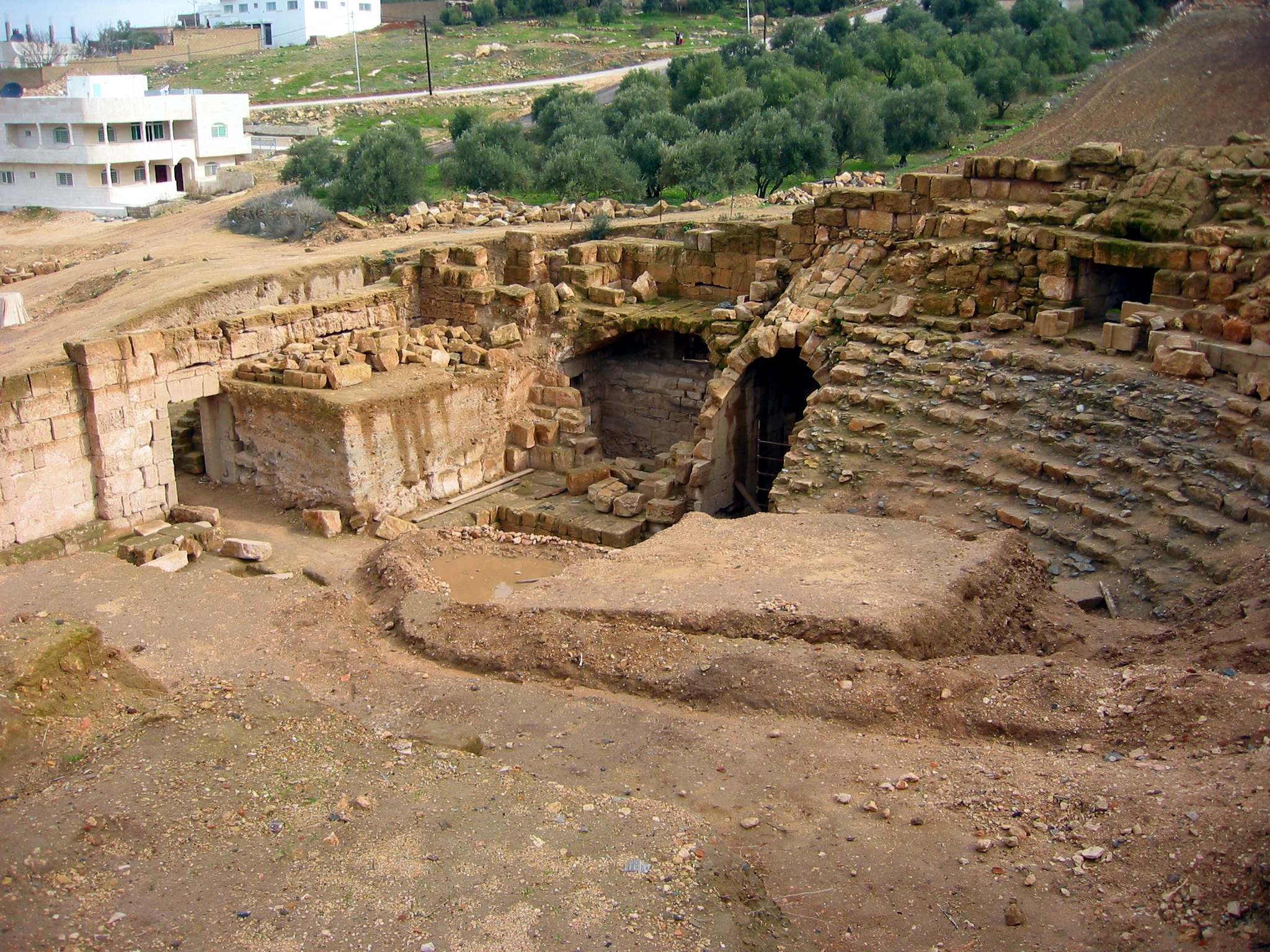
Capitolias / Adun
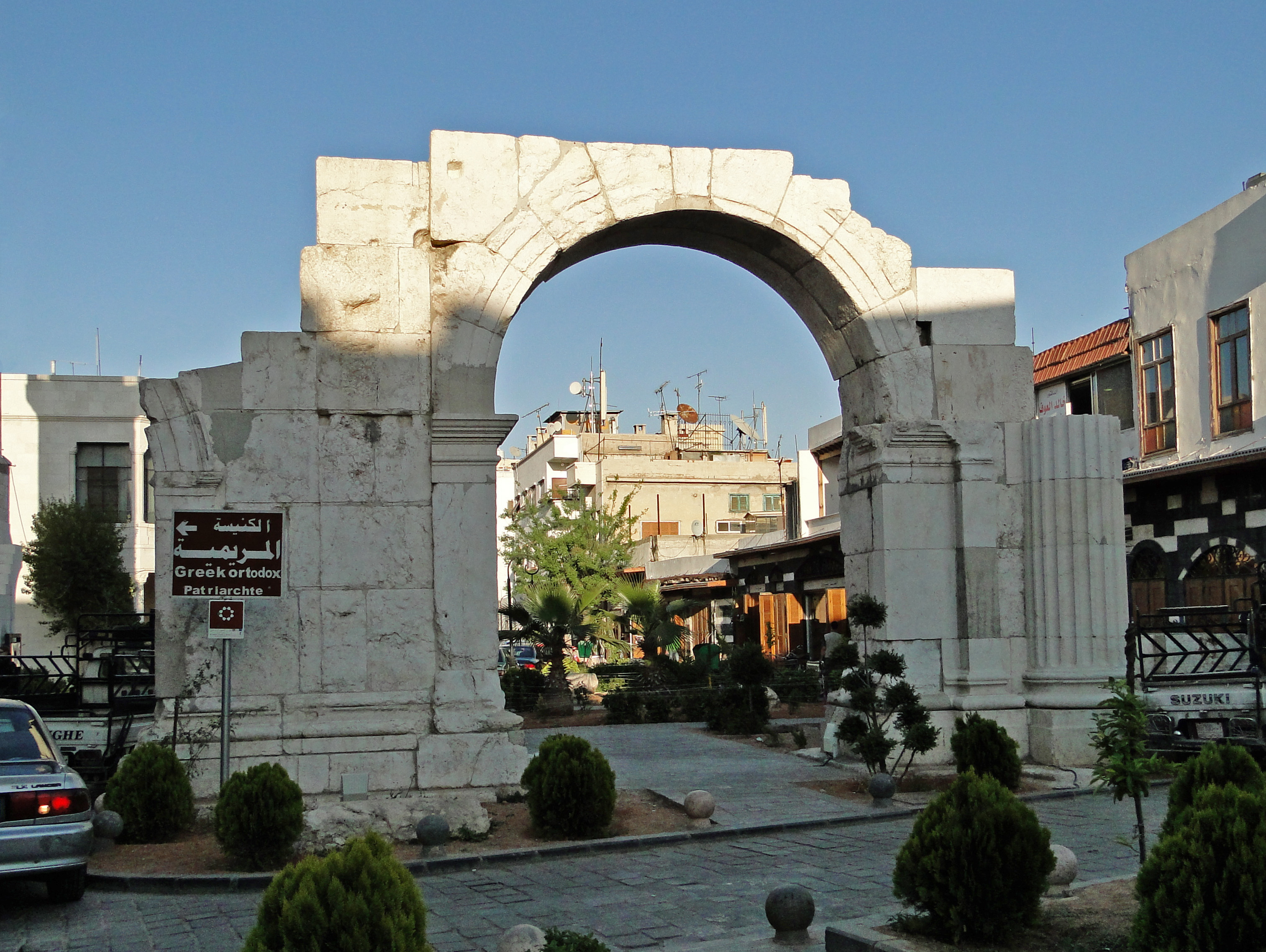
Damascu / Damaskus
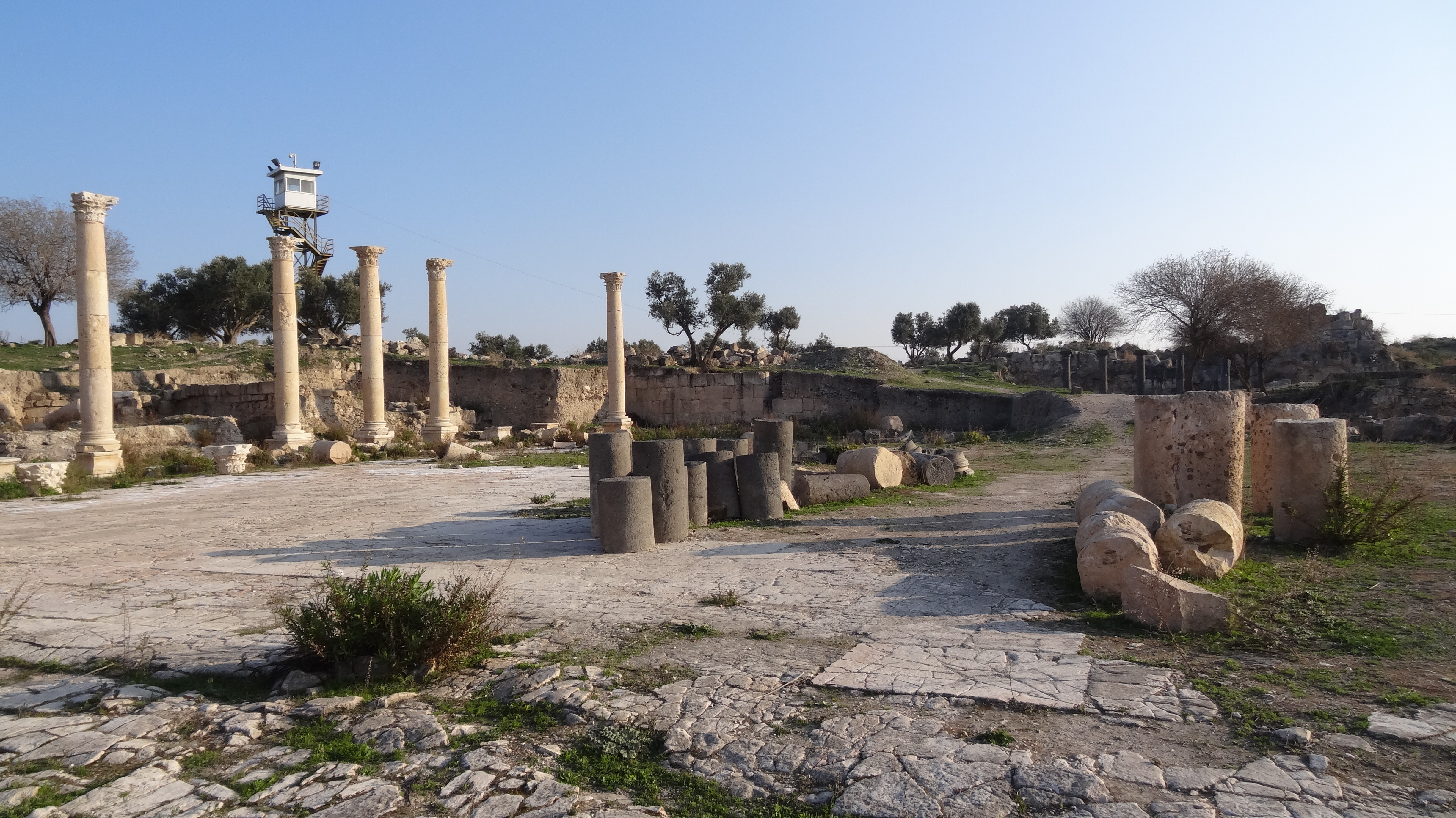
Gadara / Umm Qais
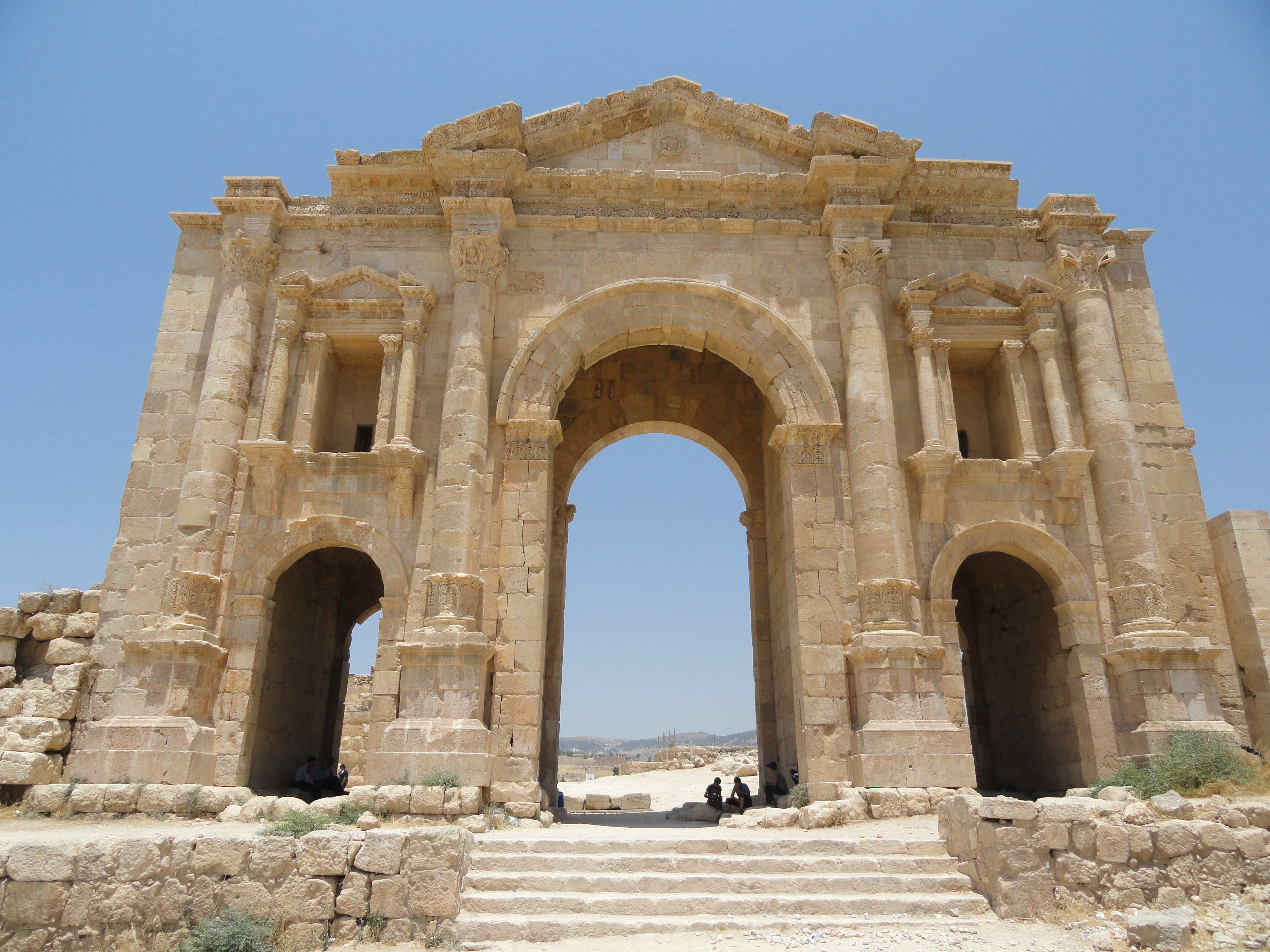
Gerasa / Jarash
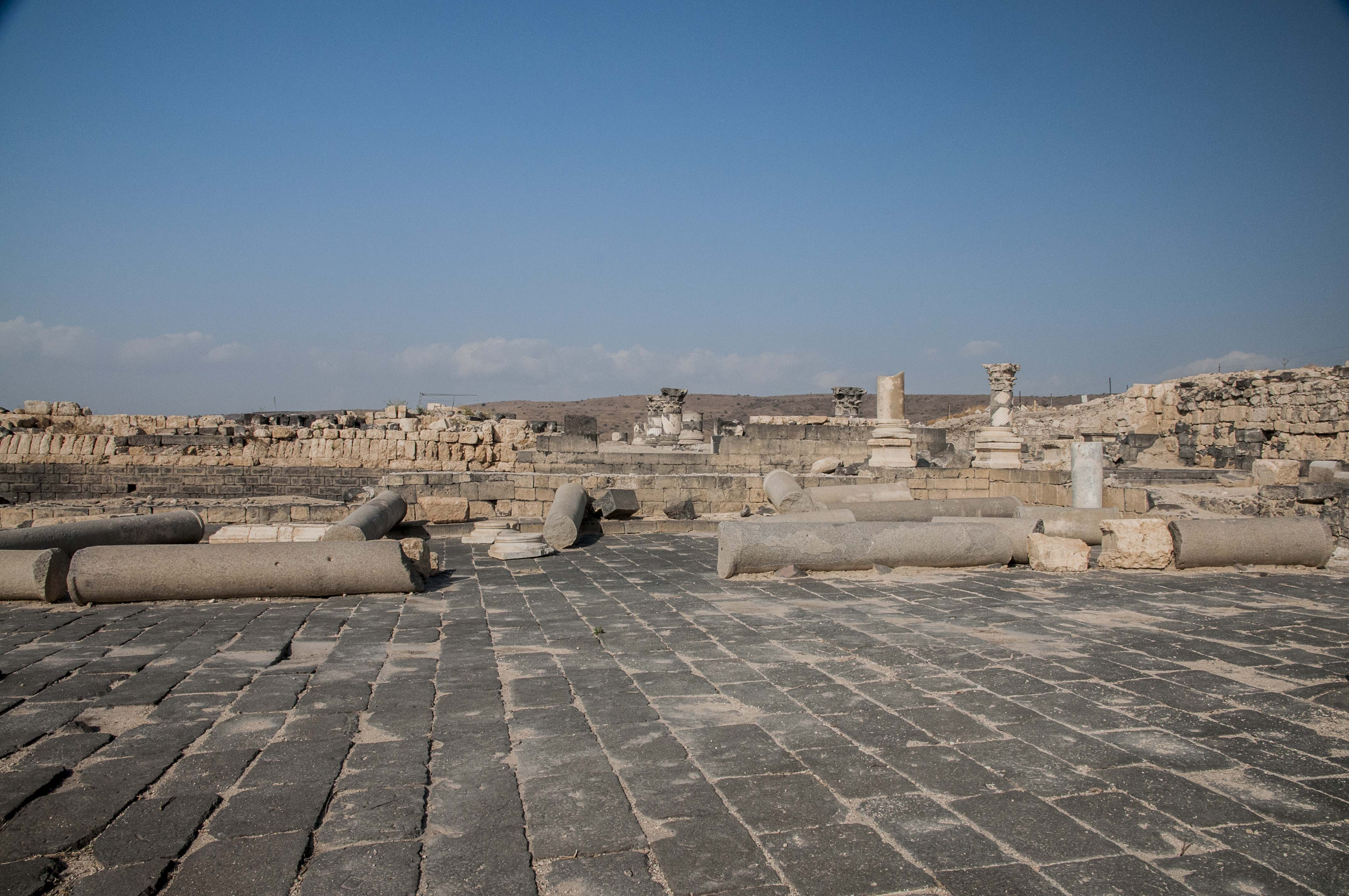
Hippos / Sussita
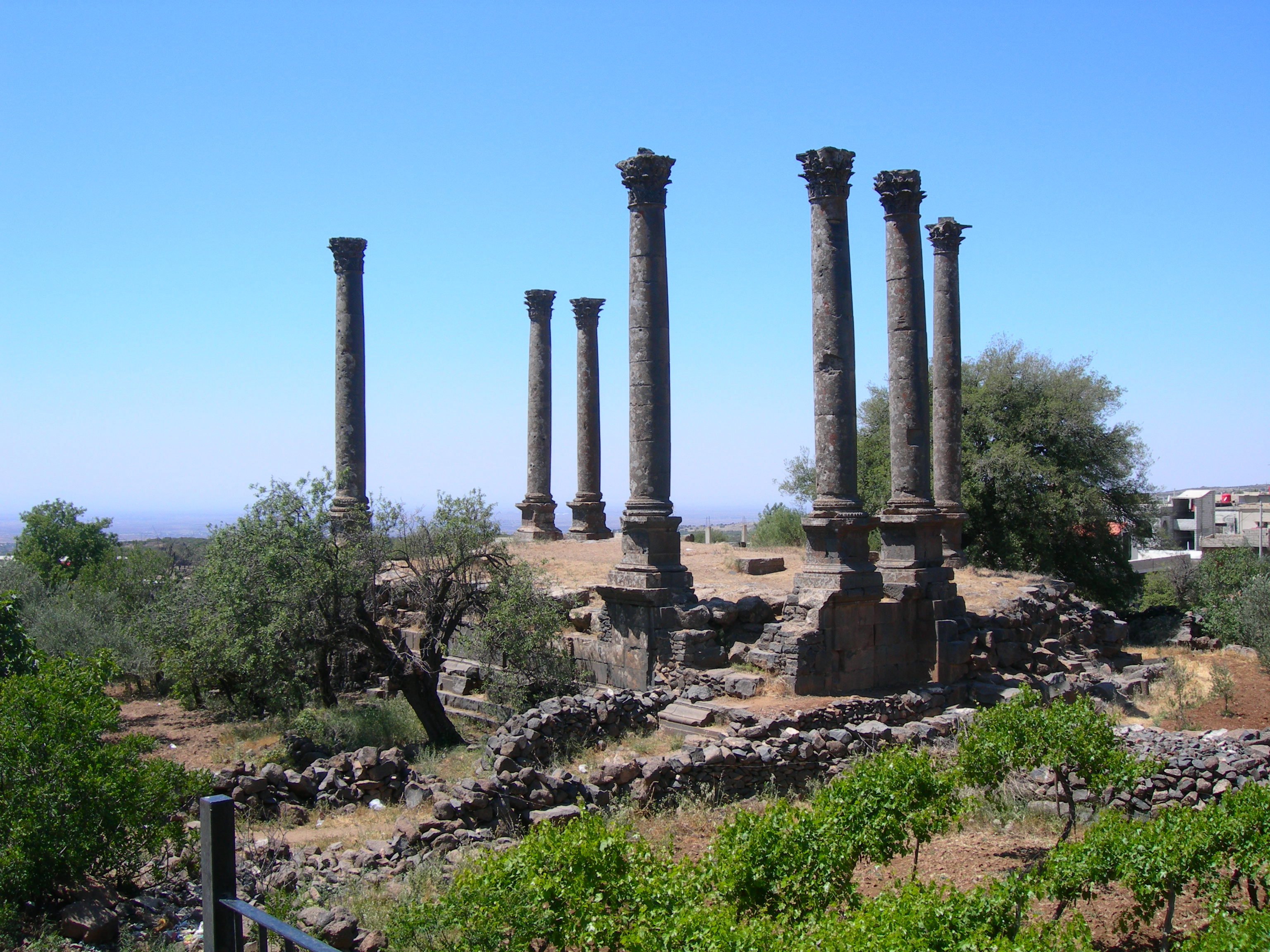
Kanatha / Qanawat
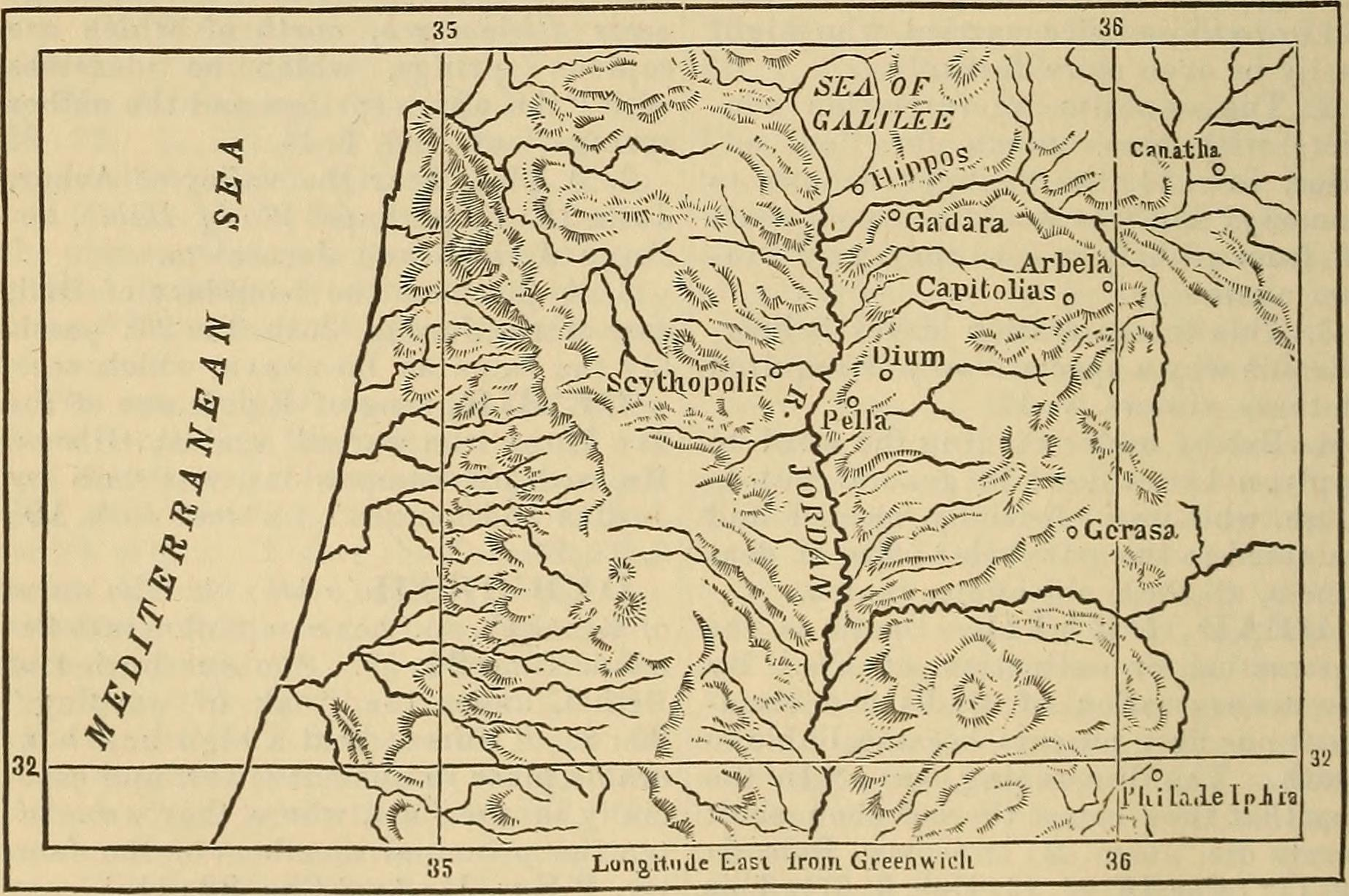
Raphana / Qweilbeh
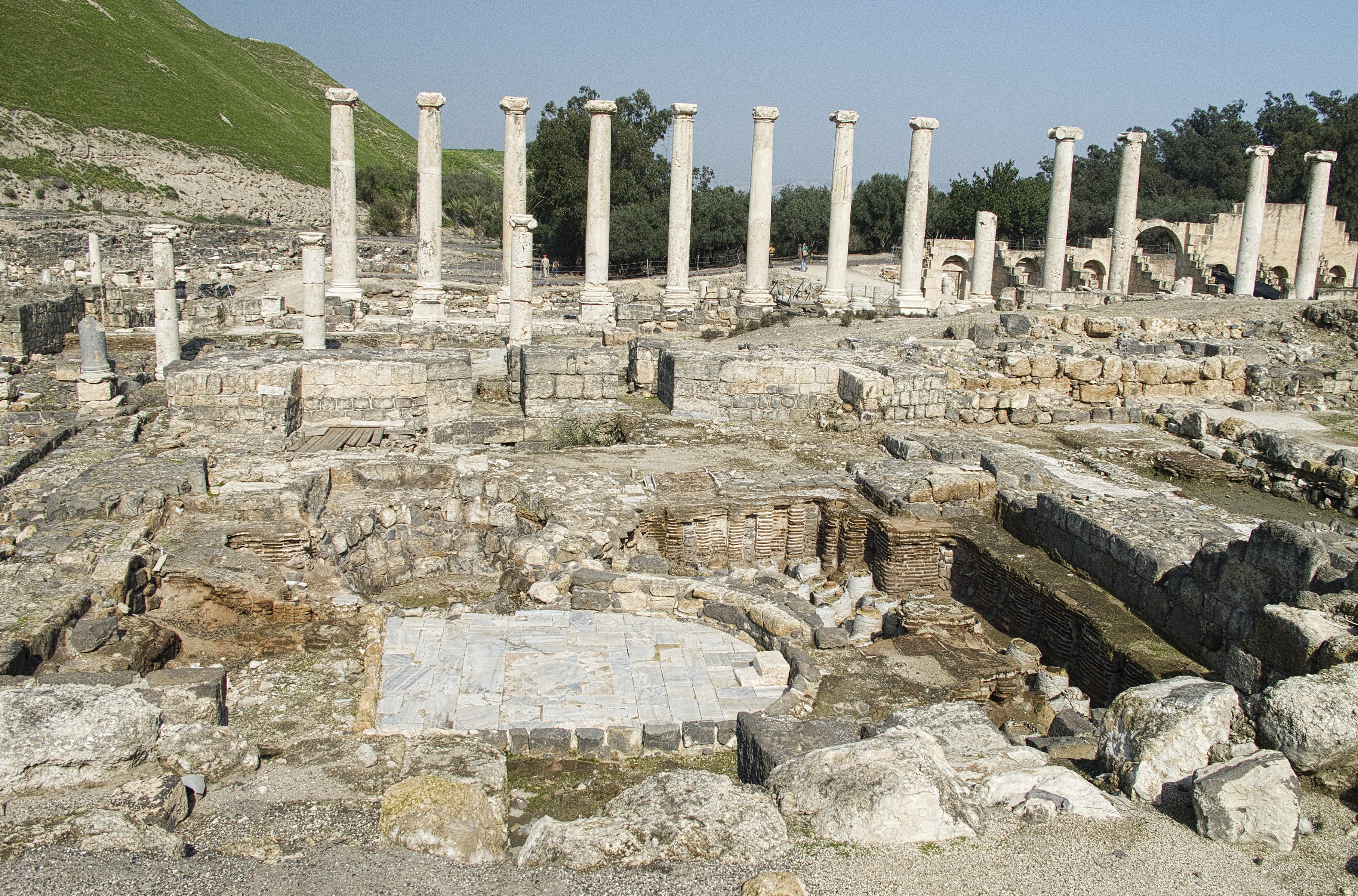
Scythopolis / Bet She'an
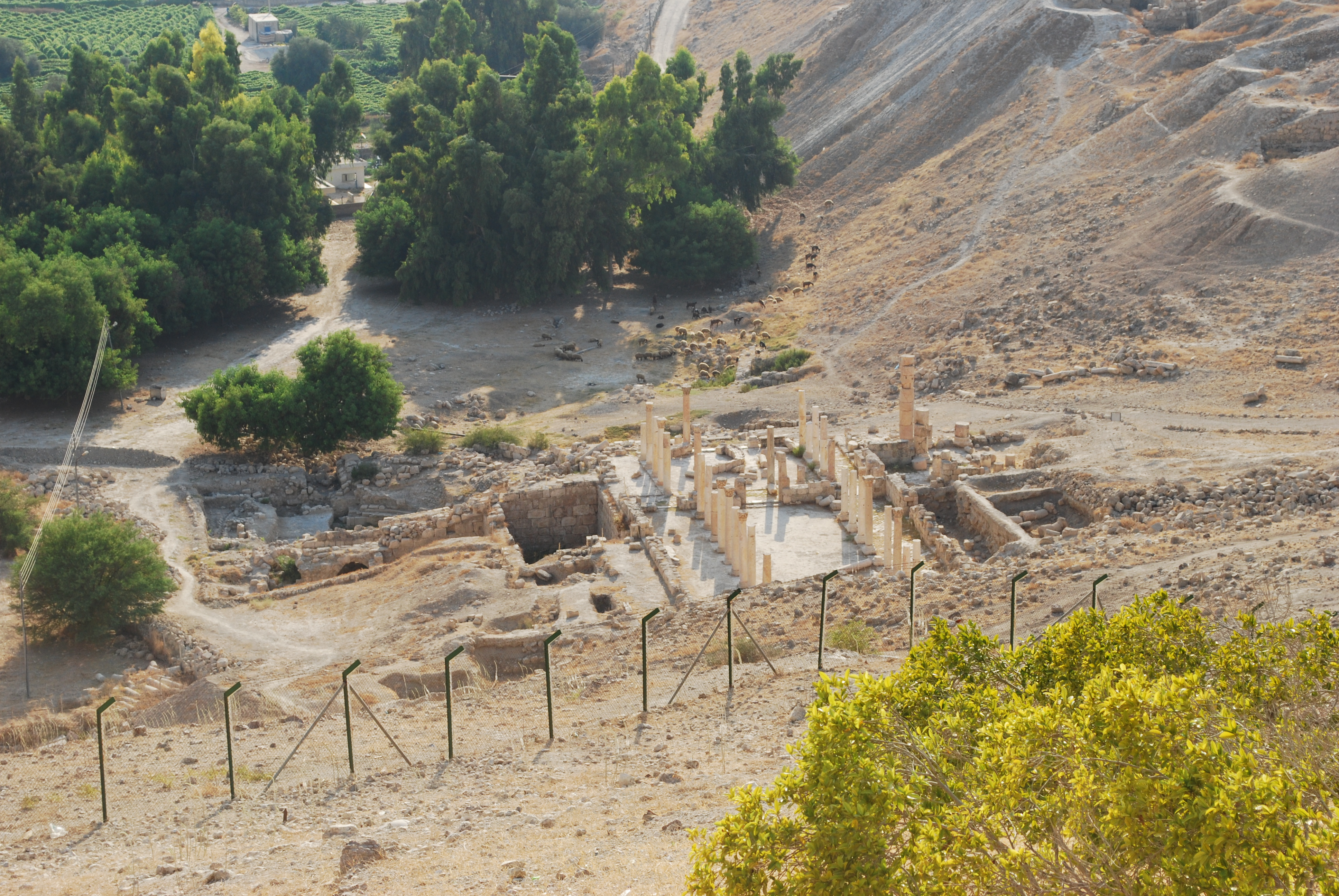
Pella / Tabagat Fahl
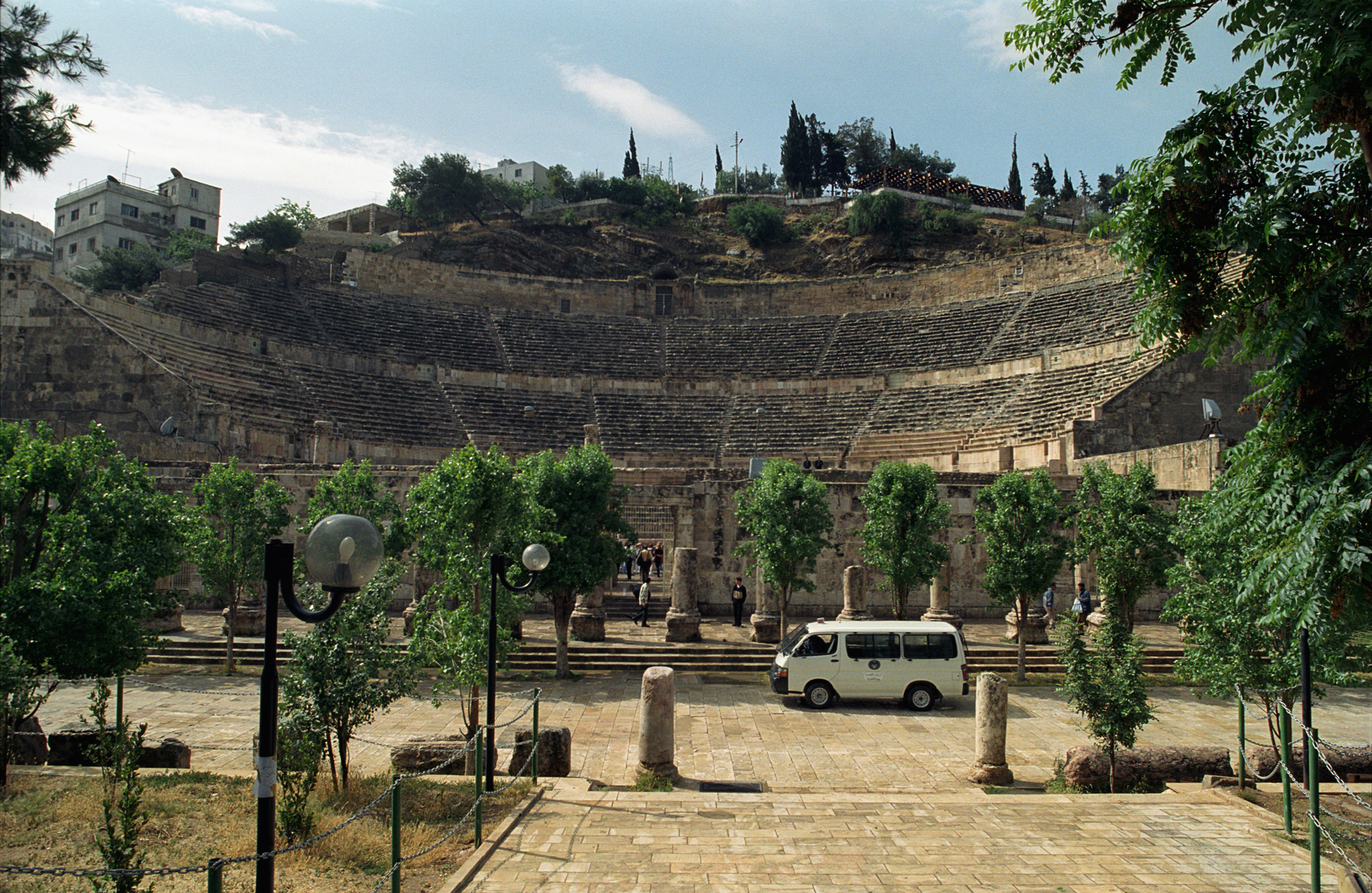
Philadelphia / Amman

## Historia
Decapolis omnämns i tre böcker i det Nya Testamentet (Dekapolis Matteusevangeliet 4:25, Markusevangeliet 5:20 och 7:31 och Gerasenernas land Lukasevangeliet 8:26 och 8:37) och Plinius den äldre namnger de tio städerna i sitt verk Naturalis Historia (Decapolitana, Liber V, kap IV, avsnitt 74, 77). Decapolis omnämns även i skrifter av Josephus (i Bellum Judaicum), Ptolemaeus (i Geographia) och Strabon (i Geographica).
Städerna byggdes med början i den hellenistiska perioden och förstärktes under den romerske fältherren Pompejus kring år 63 f Kr som del i det östra Romarriket som försvarslinje av den östra gränsen. Kring år 106 splittrades området under kejsare Trajanus och införlivades i de romerska provinserna Arabia petraea och Syria.